# آن بوديتش
آن بوديتش (بالإنجليزية: Ann Bowditch)‏ هي دراجة بريطانية، ولدت في 5 أغسطس 1989 في غيرنزي ‏ في غيرنزي.

## روابط خارجية
- آن بوديتش على موقع إحصائيات الدراجات الإحترافية (الإنجليزية)
- آن بوديتش على موقع اتحاد ألعاب الكومنولث (مؤرشف) (الإنجليزية)